# Rockville (Missouri)
Rockville è un comune degli Stati Uniti d'America, situato nello Stato del Missouri, nella contea di Bates.